# Can Trona
Can Trona és un edifici a la plaça Major de Sant Pere Pescador (Alt Empordà), dins del nucli urbà de la població al sud de l'antic recinte medieval de la vila. Casa del segle xx actualment reconvertida en restaurant, anomenat Can Trona, com resa el gran plafó de la façana.
L'edifici, catalogat a l'Inventari del Patrimoni Arquitectònic de Catalunya, construït entre mitgeres de planta rectangular, amb la coberta de dos vessants, amb un altre cos aïllat i un pati, tots dos a la part posterior. L'edifici principal té la coberta de dos vessants de teula i està distribuït en planta baixa i dos pisos. La planta baixa ha estat transformada per adaptar-la al nou ús de l'edifici. Als pisos hi ha dues obertures rectangulars per planta, amb decoració motllurada a la zona de la llinda. Tenen sortida a dos balcons correguts, amb la barana d'obra sinuosa i decorada. Rematant la façana, un senzill voladís. A l'interior, una de les estances de la planta baixa està coberta amb volta catalana rebaixada. La construcció està arrebossada i pintada amb tonalitats ocres i granes.